# 今井信甫
今井 信甫（いまい のぶすけ）は、戦国時代の武将。甲斐武田氏家臣。

## 経歴・人物
武田信虎に仕えた府中今井氏当主・今井信乂の子。今井氏は伯父・信慶の系統で逸見地域の国人領主となった逸見今井氏と武田氏に出仕した父・信乂の府中今井氏の系統に分かれている。
永正12年（1515年）、西郡の国人領主・大井信達との戦いにて兄・信房が戦死したため家督を継いだとされる。信虎の重臣として仕え、永正17年（1520年）に同族の今井信是や大井氏・栗原氏が武田氏に謀反を起こした際も信虎に従った。またこの時、向嶽寺に武田氏の足軽が乱入する事件が発生し、信甫が向嶽寺を仲介して解決に尽力した。
天文4年（1535年）、甲駿国境の万沢口で武田信虎と対峙していた今川氏輝を支援すべく、相模国の北条氏綱が大軍を率いて籠坂峠を超えて都留郡に侵攻した。8月22日に山中合戦で武田軍と北条軍は衝突し、武田軍は信虎の弟・勝沼信友が戦死する大敗北を喫した。戦後、信虎は戦死した勝沼信友の居館と所領を信甫に与え、都留郡方面の抑えとした。以後、信甫は「勝沼殿」と呼ばれ、勝沼今井氏を称した。
天文10年（1541年）に信虎が嫡男・晴信によって追放されると晴信の重臣として引き続き仕え、同14年（1545年）の信濃箕輪城攻めに従軍し、小山田信有・穴山信友と共に藤沢頼親の降伏を仲介した。同17年（1548年）の上田原の戦いで晴信が村上義清に敗北すると、帰国しない晴信を諫めるべく駒井高白斎と共に大井夫人に嘆願して帰国を実現させた。その後の北信濃侵攻にも従軍し、同19年（1550年）の寺尾城攻撃に「勝沼衆」が参加している。
没年・最期の動向は不明。永禄3年（1560年）11月には「かつぬま五郎殿」が越後国の上杉謙信の調略に応じて謀反を起こし成敗された事件が記されているが、この「かつぬま五郎殿」は信甫の子・信良（安芸守）を指しているとされる。
時期は不明だが、冷泉為和の歌道の弟子になったという記録がある。

## 家臣
- 三枝孫右衛門甫直：信甫の被官。信甫による偏諱を受けたと推測される[4]。御座郷（現・甲州市）の代官を務めた。